# Romolo Fugazza
Romolo Fugazza (Milano, 1913 – Roma, 10 settembre 1943) è stato un militare italiano, medaglia d'oro al valor militare alla memoria.

## Biografia
Nel 1935 era uscito dall'Accademia militare di Modena come sottotenente di Cavalleria. Sei anni dopo era passato al 132º Reggimento Fanteria Carrista e nel 1942 era stato promosso capitano nel Reggimento "Lancieri di Montebello". Dopo l'armistizio fu tra gli eroici protagonisti, militari e civili, degli sfortunati scontri per la difesa di Roma.
Al capitano Romolo Fugazza è stata dedicata una strada della Capitale.